# Plan Lagarto
Plan Lagarto är en ort i Mexiko.   Den ligger i kommunen Xochistlahuaca och delstaten Guerrero, i den sydöstra delen av landet, 300 km söder om huvudstaden Mexico City. Plan Lagarto ligger 394 meter över havet och antalet invånare är 466.
Terrängen runt Plan Lagarto är kuperad åt sydväst, men åt nordost är den bergig. Runt Plan Lagarto är det ganska glesbefolkat, med 50 invånare per kvadratkilometer. Närmaste större samhälle är Guadalupe Victoria, 1,5 km sydost om Plan Lagarto. Omgivningarna runt Plan Lagarto är en mosaik av jordbruksmark och naturlig växtlighet.